# Championnat de Tchécoslovaquie de football 1953
Navigation
Saison précédente Saison suivante
La saison 1953 du Championnat de Tchécoslovaquie de football est la 23e édition du championnat de première division en Tchécoslovaquie. Les quatorze meilleurs clubs du pays sont regroupés au sein d'une poule unique, où ils s'affrontent une seule fois. À la fin du championnat, pour permettre le passage de 14 à 12 clubs,  les quatre derniers du classement sont relégués et remplacés par les deux meilleures équipes de II. Liga, la deuxième division tchécoslovaque.
C'est le club de l'UDA Prague qui termine en tête du classement final, avec trois points d'avance sur le tenant du titre, le Sparta CKD Sokolovo et quatre sur le CH Bratislava. C'est le tout premier titre de champion de Tchécoslovaquie de l'histoire du club.

## Les clubs participants
Beaucoup de changements ont eu lieu entre la saison passée et cette saison. De nombreux clubs, sportivement maintenus, sont remplacés par des formations de division inférieures et la majorité des équipes changent de nom durant l'intersaison.
| - Sparta CKD Sokolovo - FC Banik Ostrava - Kridla Vlasti Olomouc - Tatran Presov - Jiskra Gottwaldov - Slavoj Liberec - SK Slovan Bratislava | - CH Bratislava - Tankista Prague - Dynamo Prague - FC Lokomotiva Kosice - Banik Kladno - UDA Prague - Slavia Bratislava |

## Compétition

### Classement
Le barème utilisé pour établir le classement est le suivant :
- Victoire : 2 points
- Match nul : 1 point
- Défaite : 0 point

| Rang | Équipe                      | Pts | J  | G  | N | P  | Bp | Bc | Diff |
| ---- | --------------------------- | --- | -- | -- | - | -- | -- | -- | ---- |
| 1    | UDA Prague                  | 22  | 13 | 10 | 2 | 1  | 41 | 12 | +29  |
| 2    | Spartak Prague Sokolovo (T) | 19  | 13 | 9  | 1 | 3  | 26 | 18 | +8   |
| 3    | CH Bratislava               | 18  | 13 | 8  | 2 | 3  | 24 | 14 | +10  |
| 4    | Kridla Vlasti Olomouc       | 17  | 13 | 7  | 3 | 3  | 17 | 7  | +10  |
| 5    | Banik Kladno                | 16  | 13 | 7  | 2 | 4  | 36 | 22 | +14  |
| 6    | Tatran Presov               | 15  | 13 | 6  | 3 | 4  | 26 | 23 | +3   |
| 7    | Tankista Prague             | 14  | 13 | 6  | 2 | 5  | 32 | 25 | +7   |
| 8    | Dynamo Prague               | 14  | 13 | 6  | 2 | 5  | 22 | 22 | 0    |
| 9    | SK Slovan Bratislava        | 13  | 13 | 5  | 3 | 5  | 26 | 21 | +5   |
| 10   | FC Baník Ostrava            | 10  | 13 | 4  | 2 | 7  | 15 | 25 | -10  |
| 11   | Slavoj Liberec              | 7   | 13 | 3  | 1 | 9  | 19 | 37 | -18  |
| 12   | Slavia Bratislava           | 6   | 13 | 2  | 2 | 9  | 17 | 30 | -13  |
| 13   | Jiskra Gottwaldov           | 6   | 13 | 2  | 2 | 9  | 18 | 34 | -16  |
| 14   | FC Lokomotíva Kosice        | 5   | 13 | 2  | 1 | 10 | 12 | 41 | -29  |

|  | Champion de Tchécoslovaquie 1953                     |
|  | Relégation directe en II. Liga                       |
|  | (T) Tenant du titre (P) : Promu de deuxième division |

## Bilan de la saison
| Championnat de Tchécoslovaquie de football 1953 |                          |
| Champion                                        | UDA Prague (1er titre)   |
| Coupes et trophées                              |                          |
| Vainqueur de la Coupe de Tchécoslovaquie 1953   | Non disputée             |
| Qualifications continentales                    |                          |
| Promotions et relégations                       |                          |
| Promus en I. Liga                               | Iskra Zilina             |
| Promus en I. Liga                               | Spartak Praha Stalingrad |
| Relégués en II. Liga                            | Slavoj Liberec           |
| Relégués en II. Liga                            | Slavia Bratislava        |
| Relégués en II. Liga                            | Jiskra Gottwaldov        |
| Relégués en II. Liga                            | FC Lokomotiva Kosice     |